# Hyphessobrycon hexastichos
Hyphessobrycon hexastichos är en fiskart som beskrevs av Vinicius Araújo Bertaco och Carvalho 2005. Hyphessobrycon hexastichos ingår i släktet Hyphessobrycon och familjen Characidae. Inga underarter finns listade i Catalogue of Life.